# 74. pehotni polk (Italija)
74. pehotni polk Lombardia (izvirno italijansko 74º Reggimento fanteria) je bil pehotni polk Kraljeve italijanske kopenske vojske.

## Zgodovina
Med prvo svetovno vojno je bil polk aktiven na soški fronti in med drugo svetovno vojno je bil nastanjen v Jugoslaviji.